# Mike Moser (1990)
Michael Alexander Moser, detto Mike (Dallas, 8 novembre 1990), è un ex cestista e allenatore di pallacanestro statunitense naturalizzato albanese, professionista in Europa.

## Carriera
Il 9 luglio 2017 firma un contratto con la Pallacanestro Reggiana, tuttavia non riesce a superare le visite mediche e rescinde consensualmente il contratto il 23 agosto.

## Vita privata
È sposato con Tasha Schwikert, ex ginnasta olimpica.

## Palmarès
- Campionato kosovaro: 1

Pristina: 2016-17